# 끄얼로
끄얼로 시사(베트남어: Thị xã Cửa Lò / 市社𨷶爐)는 베트남 응에안성의 티싸(시사)이다.

## 어원학
Thiều Chửu와 Dr. Lê Chí Quế의 글에 따르면 "cửa-lò"는 두 개의 강이 합류하는 지점 또는 하구를 의미하는 말레이-폴리네시아 단어 "kuala"의 고전-아나메스어 발음이었습니다.

## 행정 구역
끄얼로시사에는 7개 방(坊)가 있다.

### 방
- 응이하이 (Nghi Hải / 宜海)
- 응이호아 (Nghi Hòa / 宜和)
- 응이흐엉 (Nghi Hương / 宜香)
- 응이떤 (Nghi Tân / 宜新)
- 응이투 (Nghi Thu / 宜秋)
- 응이투이 (Nghi Thủy / 宜水)
- 투투이 (Thu Thủy / 秋水)